# Міста Чаду
Міста Чаду — список найбільших населених пунктів держави Чад.
Столиця Чаду Нджамена — найбільше місто країни; друге за населенням чадське місто, Мунду, має населення вп'ятеро менше.
У таблиці наведено дані про населення чадських міст згідно з результатами перепису населення 1993 та 2005 року.

## Список міст Чаду
| Назва         | Населення 1993            | Населення 2005            | Регіон                       | Департамент |
| ------------- | ------------------------- | ------------------------- | ---------------------------- | ----------- |
| Абеше         | 54 628                    | 74 188                    | Вадаї (столиця)              |             |
| Ам-Тіман      | 21 269                    | 28 885                    | Саламат (столиця)            |             |
| Аті           | 17 727                    | 24 074                    | Батха (столиця)              |             |
| Аузу          | &&&&&&&&&&&&&&00.01000000 | 1880                      | Тібесті                      |             |
| Бардаї        | &&&&&&&&&&&&&&00.01000000 | &&&&&&&&&&&&&&00.01000000 | Тібесті (столиця)            |             |
| Більтин       | 8100                      | 11 000                    | Ваді-Фіра (столиця)          |             |
| Бол           | 7769                      | 10 551                    | Лак (столиця)                |             |
| Бонгор        | 20 448                    | 27 770                    | Східний Майо-Кебі (столиця)  |             |
| Доба          | 17 920                    | 24 336                    | Східний Логон (столиця)      |             |
| Зуар          | &&&&&&&&&&&&&&00.01000000 | &&&&&&&&&&&&&&00.01000000 | Тібесті                      |             |
| Кело          | 31 319                    | 42 533                    | Танджиле                     |             |
| Коро-Торо     | &&&&&&&&&&&&&&00.01000000 | &&&&&&&&&&&&&&00.01000000 | Борку                        |             |
| Кумра         | 26 702                    | 36 263                    | Мандуль (столиця)            |             |
| Лаї           | 14 272                    | 19 382                    | Танджиле (столиця)           |             |
| Масакорі      | 11 344                    | 15 406                    | Хаджер-Ламіс (столиця)       |             |
| Масенья       | &&&&&&&&&&&&&&00.01000000 | 3368                      | Шарі-Багірмі (столиця)       |             |
| Мао           | 13 277                    | 18 031                    | Канем (столиця)              |             |
| Монго         | 20 443                    | 27 763                    | Гера (столиця)               |             |
| Мунду         | 99 530                    | 135 167                   | Західний Логон (столиця)     |             |
| Мусоро        | 11 185                    | 15 190                    | Бахр-ель-Газаль (столиця)    |             |
| Нджамена      | 530 965                   | 721 081                   | Нджамена (столичний регіон)  |             |
| Пала          | 26 115                    | 35 466                    | Західний Майо-Кебі (столиця) |             |
| Салаль        | &&&&&&&&&&&&&&00.01000000 | &&&&&&&&&&&&&&00.01000000 | Канем                        |             |
| Сарх          | 75 496                    | 102 528                   | Середнє Шарі (столиця)       |             |
| Умм-Хаджер    | 14 190                    | 19 271                    | Батха                        |             |
| Умм-Шалуба    | &&&&&&&&&&&&&&00.01000000 | &&&&&&&&&&&&&&00.01000000 | Ваді-Фіра                    |             |
| Уніанга-Кебір | &&&&&&&&&&&&&&00.01000000 | &&&&&&&&&&&&&&00.01000000 | Еннеді                       |             |
| Уніанга-Серір | &&&&&&&&&&&&&&00.01000000 | &&&&&&&&&&&&&&00.01000000 | Еннеді                       |             |
| Фада          | &&&&&&&&&&&&&&00.01000000 | 23 786                    | Еннеді (столиця)             |             |
| Фая-Ларжо     | 9867                      | 13 400                    | Борку (столиця) (столиця)    |             |
| Яо            | &&&&&&&&&&&&&&00.01000000 | &&&&&&&&&&&&&&00.01000000 | Батха                        | Фітрі       |